# Хелмут Халер
Хелмут Халер (на немски: Helmut Haller) е бивш германски футболист, роден на 21 юли 1939 г. в Аугсбург. Играе на три световни първенства и е един от първите германски футболисти, играли в италианската Серия А. Чичо е на Кристиан Хохщетер, който има над 300 мача за Борусия Мьонхенгладбах.

## Кариера
Халер Започва кариерата си в Аугсбург, като през 1957 г. пробива в първия отбор. Остава там до 1962 г. Тогава преминава в италианския Болоня за 300.000 германски марки, а през 1964 г. става шампион на Италия. Шефът на Фиат и Ювентус Джани Анели довежда Халер в своя отбор. С Ювентус германският футболист печели още два пъти Серия А и играе финал за КЕШ. Еуфорията сред местните фенове при завръщането му в Яугсбург през 1973 г. е голяма и интересът към мачовете на отбора нараства. Отказва се от футбола през 1979 г., като преди това за кратко играе и във втородивизионния Швенинген 07.
Дебютът на Халер в националния отбор е на 24 септември 1958 г. срещу Дания. Изиграва общо 33 мача, печели сребърен (СП 1966) и бронзов медал (СП 1970) от световни първенства. На световното през 1966 г. отбелязва 6 гола, като пред него е само Еузебио с 9. Любопитен момент от финалния двубой срещу Англия е, че след неговия край Халер прибира топката, с която се играе мача. Тридесет години по-късно, през 1996 г., той я връща на Джеф Хърст, на когото тя всъщност се полага след отбелязания във финала хеттрик.

## Успехи
Болоня
- Серия А:
  - Шампион: 1964

 Ювентус
- Серия А:
  - Шампион: 1972, 1973
- Купа на европейските шампиони:
  - Финалист: 1973
- Купа на панаирните градове:
  - Финалист: 1971

 Германия
- Световно първенство по футбол:
  - Вицешампион: 1966
  - Трето място: 1970